# 孔昭恺
孔昭恺（1911年—1990年），天津人。笔名乐吾、心敏、德山等。曾任《大公报》记者、编辑及重庆版、天津版编辑主任，《大公报》驻南京办事处主任及上海版编辑部负责人，全国政协委员、北京市人大代表、北京市政协委员、北京市政协文史资料研究会副主任、中华全国新闻工作者协会理事和副秘书长。

## 生平
1928年9月1日考入天津《大公报》。后陆续在该报津馆、沪馆、汉馆、渝馆任练习生、编辑、记者、编辑主任、社评委员会委员、福利委员会主任、驻南京办事处主任。
1936年4月，到上海大公报任编辑。1937年，到汉口筹备大公报。1938年9月到重庆筹备大公报，先后任编辑和编辑主任。
1944年5月下旬,《大公报》派孔昭恺参加了国统区组织的一个由二十余人参加的“中外记者团”访问延安。1944年6月，毛泽东曾举杯说:“只有你们《大公报》拿我们共产党当人看。”期间被周恩来、邓颖超单独邀请到他们的私人窑洞共进晚餐。 之后，重庆《大公报》连续九天刊载了孔昭恺撰写的《西北纪行》。
抗战胜利后，孔昭恺任上海大公报编辑主任，驻南京办事处主任。新中国成立后，孔昭恺继续担任上海大公报编辑主任。
1953年上海《大公报》与天津《进步日报》合并，在天津出版《大公报》后任副总编辑。1956年天津《大公报》迁到北京,仍任北京《大公报》副总编辑。“文革”期间,北京《大公报》关闭。从1974年7月开始，他转入北京市政协机关。
1976年10月后，他专职从事文史资料的编辑整理工作。此外他还担任全国政协委员、北京市人大代表、北京市政协委员、北京市政协文史资料研究会副主任、中华全国新闻工作者协会理事和副秘书长。著有《旧大公报坐科记》。